# Liotryphon rufithorax
Liotryphon rufithorax är en stekelart som beskrevs av Gupta och Tikar 1976. Liotryphon rufithorax ingår i släktet Liotryphon och familjen brokparasitsteklar. Inga underarter finns listade i Catalogue of Life.